# Saxifraga haplophylloides
Saxifraga haplophylloides är en stenbräckeväxtart som beskrevs av Adrien René Franchet. Saxifraga haplophylloides ingår i Bräckesläktet som ingår i familjen stenbräckeväxter. Inga underarter finns listade i Catalogue of Life.